# Petit Iora
Aegithina tiphia
Espèce
Statut de conservation UICN

 LC  : Préoccupation mineure
Le Petit Iora (Aegithina tiphia) ou Iora du Bengale, est une espèce de passereaux appartenant à la famille des Aegithinidae. Il est présent en Asie du Sud et du Sud-Est.
C'est le plus petit et le plus répandu des ioras.

## Description
Le Petit Iora adulte mesure environ 15 cm de long. 

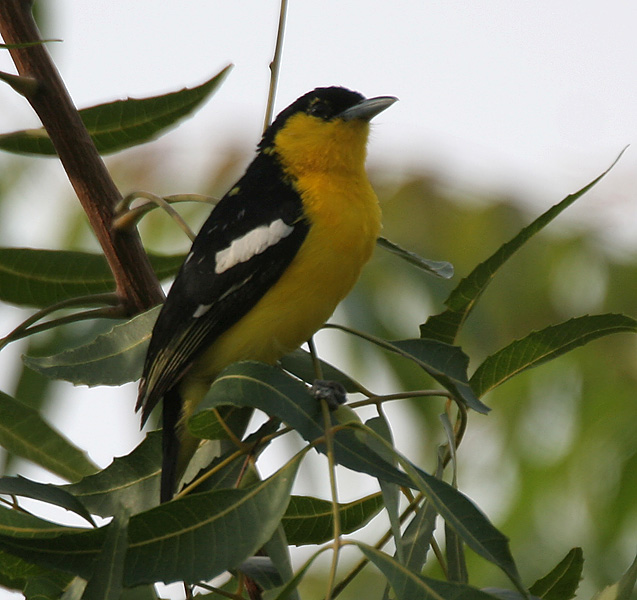
♂
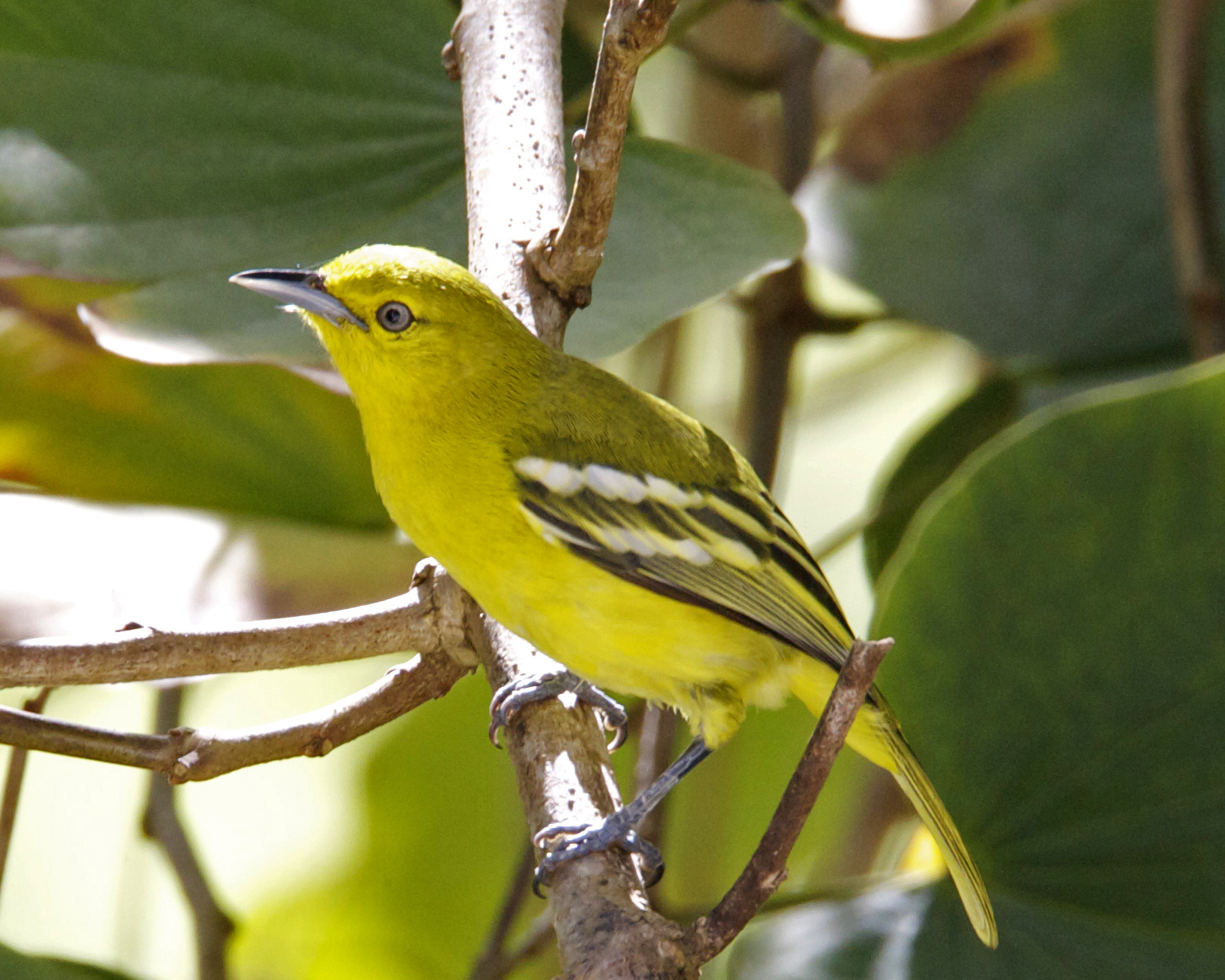
♀

Le mâle apte à la reproduction est noir et vert en haut, et jaune vif en bas. Les plumes des ailes sont noirâtres avec une ligne blanche bien visible. 
Les mâles immatures sont uniformément verdâtres en haut. Les femelles sont semblables aux mâles immatures, mais ont des ailes gris-noir.
Sa couleur verte lui permet de se dissimuler dans le feuillage.

## Habitat
Cette espèce est commune dans la haute canopée des forêts tropicales et dans bien d'autres zones boisées : forêts claires, lisières, plantations d'arbres, bords de routes boisés, mangroves et parcs.

## Comportement et reproduction
Le petit iora mange des insectes et des chenilles qu'il trouve dans le feuillage des forêts tropicales humides et dans les plantations.
Il vit soit seul ou en couple, soit dans des bandes mixtes d'oiseaux chasseurs.

Les couples de petits ioras gardent continuellement le contact par des petits cris, di-di-douiuo doui-o doui-o doui-o et di-du di-du ou encore tchii-tchit-tchit-tchit. Le chant de cette espèce comporte une longue note traînante suivie d'une autre plus grave, ouiiii-piou ou ouiiii-tiou.
- Chant du petit iora

Durant la saison de reproduction, le mâle effectue une parade nuptiale acrobatique, se lançant en l'air et faisant gonfler toutes ses plumes, en particulier celles sur la croupe de couleur vert pâle, puis retombant en spirale sur le perchoir d'origine. Une fois retombé, il déploie sa queue et laisse ses ailes se refermer. Deux à quatre œufs blanc verdâtre sont pondus dans un petit nid en forme de tasse fait d'herbes et construit dans un arbre.

## Répartition et sous-espèces
Selon la classification de référence du Congrès ornithologique international (15.1, 2025) il se répartit en onze sous-espèces :
- A. t. multicolor (Gmelin, 1789) — Sri Lanka et sud de l'Inde a une couronne et un dos noirs
- A. t. deignani Hall,BP, 1957 — de l'Inde à la Birmanie ;
- A. t. humei Baker,ECS, 1922 — sous-continent indien a une couronne noire avec un dos noir et vert ;
- A. t. tiphia (Linnaeus, 1758 — Himalaya a une partie supérieure complètement verte ;
- A. t. septentrionalis Koelz, 1939 — nor-ouest de l'Himalaya ;
- A. t. philipi Oustalet, 1886 — Yunnan et nord de l'Indochine ;
- A. t. cambodiana Hall,BP, 1957 — sud est de la Thaïlande, Cambodge et sud du Viêt Nam ;
- A. t. horizoptera Oberholser, 1912 — Insulinde ;
- A. T. scapularis (Horsfield, 1821) — Java et Bali ;
- A. t. viridis (Bonaparte, 1850 — Bornéo ;
- A. t. aequanimis Bangs, 1922 — Sabah et Palawan.